# 三菱超級排檔變速箱

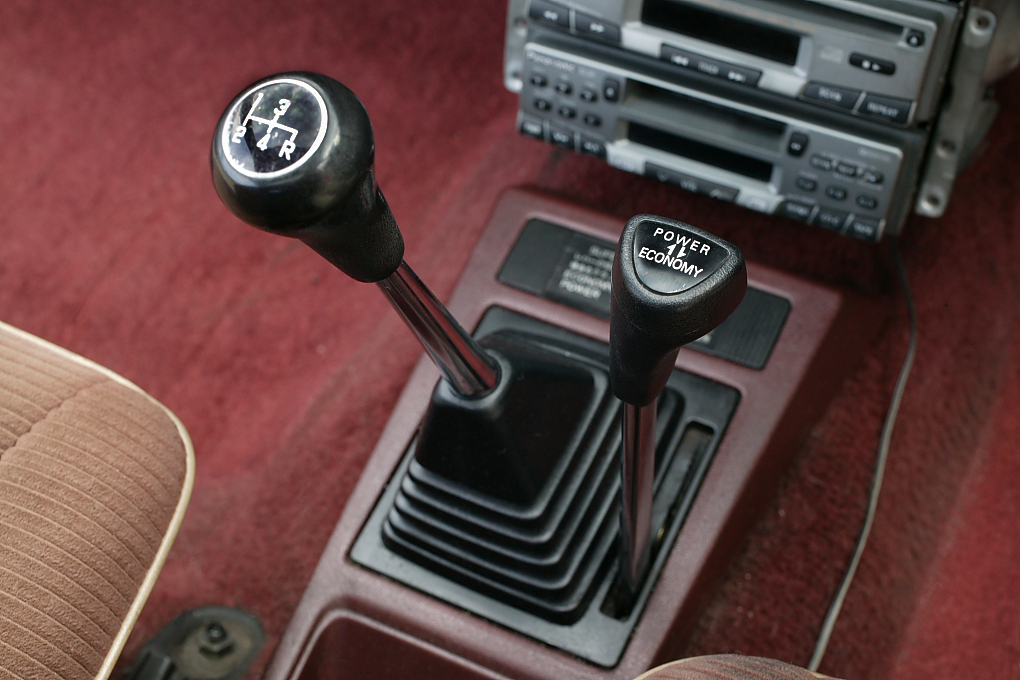
三菱Cordia車上的超級排檔變速箱

三菱超級排檔變速箱（日语：三菱スーパーシフト）常稱為「雙排檔桿」，是日本三菱汽車於1970年代後期所研發製造的手動排檔副變速箱技術，基本來說在手排變速箱加上超速傳動裝置，4x2的排列可切換前進8檔、倒退2檔。

## 歷史與概要
超級排檔變速箱由標準的四速手排變速箱發展而來，首度應用於該公司第一台前置前驅的第一代三菱Mirage。變速箱安置於引擎下方，變速箱需要離合器來切斷動力的傳輸。但直接這麼做是不可能的，因為變速箱的旋轉方向與行進方向相反，所以需要額外的空檔軸。這根空檔軸可以改成單獨的2速齒輪箱，並藉由安裝在主排檔桿旁的第二排檔桿加以控制。如此一來使得變速系統非但具有傳統的4速「H型」排列的變速箱，再加上額外的「高-低」2速排檔桿，有效地將4個檔位一分為二，總共有8個前進檔位；甚至在倒車的時候還有2個檔位可供選擇。多數搭載此種變速系統的三菱車款之中，較低的檔位標記成「Power（動力）」，較高的檔位標記成「Economy（省油）」；不過少數三菱車款則以星形圖標表示低檔位，以「E（代表Economy）」表示高檔位。此外，儀表板也會顯現其高低檔位。
實際駕車上路時很難按順序使用全部8個檔位，因為瞬息萬變的交通狀況根本不允許同時移動兩根排檔桿，除非使用雙手。因此大多數駕駛人皆選擇「Power（動力）」低檔位，然後掛上4檔時推動第二根排檔桿至「Economy（省油）」高檔位，以便切換成第5檔。隨著三菱Tredia和三菱Cordia的正式停產，超級排檔變速箱也在1990年宣告壽終正寢。

## 應用車款
- 三菱Mirage
- 三菱Colt
- 三菱Tredia
- 三菱Cordia
- 三菱Chariot

## 類似機構

### 速霸陸雙速切換裝置
富士重工業（速霸陸前身）於1980年代研發製造的副變速箱技術，其作用原理和三菱超級排檔變速箱相同，是一種設有高、低齒輪比的副變速箱，兩者間相差約1.462倍。

### 本田Hyper Shift
1985年本田技研工業推出第一代本田City R Type車型時，曾推出附有副變速箱的四速手動排檔系統，稱之為「Hyper Shift」。這套變速系統仰賴ECU計算副變速箱作動時機而自動變速。副變速箱作動的檔位在2至4檔間，故實際上可達到7段變速。不過這套變速系統並不像前述二者，可由駕駛人手動操控，後來並未出現在本田其他車種。

## 內部連結
- 雙速切換裝置

## 外部連結
- （英文）Mitsubishi Colt 1400 （页面存档备份，存于）
- （英文）The Mitsubishi Twin-Stick Super Shift Gave Manual Transmission Buyers Two Shifters And Doubled Performance Potential （页面存档备份，存于）